# Wolfgang Levin
Wolfgang Levin (* 24. Oktober 1945 in Berlin) ist ein ehemaliger deutscher Fußballfunktionär und Fußballmanager.
Nach einer Tätigkeit bei Hertha Zehlendorf arbeitete Levin unter anderem bei der Trabrennbahn Mariendorf und von 1973 bis 1991 beim Berliner Fußball-Verband unter Eberhard Hartlep und Uwe Hammer. Er managte von 1991 bis 1995 die erste Mannschaft von Hertha BSC. Des Weiteren arbeitete er in von November 1996 und bis Oktober 1997 für den FC Berlin. Danach arbeitete er von Oktober 1997 bis Ende Juni 1999 für den KFC Uerdingen 05 und von April 2000 bis Juni 2001 für Hannover 96. Anschließend arbeitete er für den SV Babelsberg 03 als Sportlicher Leiter und war dort infolge eines Insolvenzverfahrens im April 2003 Notvorstandsvorsitzender. Am 1. Juli 2009 wurde er in den Wirtschaftsrat des BFC Dynamo gewählt, in dem er bis zum 30. Juni 2010 verblieb.